# Харампур
Харампу́р (рос. Харампур) — присілок у складі Пурівського району Ямало-Ненецького автономного округу Тюменської області, Росія. Адміністративний центр та єдиний населений пункт Харампурського сільського поселення.
Населення — 757 осіб (2017, 737 у 2010, 704 у 2002).
Національний склад станом на 2002 рік: ненці — 92 %.